# Luosma
Luosma är en kulle i Finland. Den ligger i Enare kommun och landskapet Lappland, i den norra delen av landet, 1 000 km norr om huvudstaden Helsingfors. Toppen på Luosma är 331 meter över havet, eller 171 meter över den omgivande terrängen. Bredden vid basen är 7,5 km.
Terrängen runt Luosma är huvudsakligen platt.  Trakten runt Luosma är nära nog obefolkad, med mindre än två invånare per kvadratkilometer. Närmaste större samhälle är Enare kyrkby, 5,4 km söder om Luosma. 